# Haima 7
Haima S7 или Haima 7 — SUV, выпускавшийся китайской компанией Haima с 2010 по 2020 год.

## Описание
Haima 7 дебютировал в 2010 году на Пекинском международном автосалоне. Продажи начались в июле 2010 года в Китае. В 2011 году автомобиль был переименован в Haima S7. Автомобиль оснащён 2,0-литровым четырёхцилиндровым двигателем мощностью 150 л. с. и крутящим моментом 180 Н⋅м, который развивает максимальную скорость 165 км/ч и сочетается в паре с пятиступенчатой механической или же автоматической трансмиссией. До 100 км/ч автомобиль разгоняется за 14,9 сек.

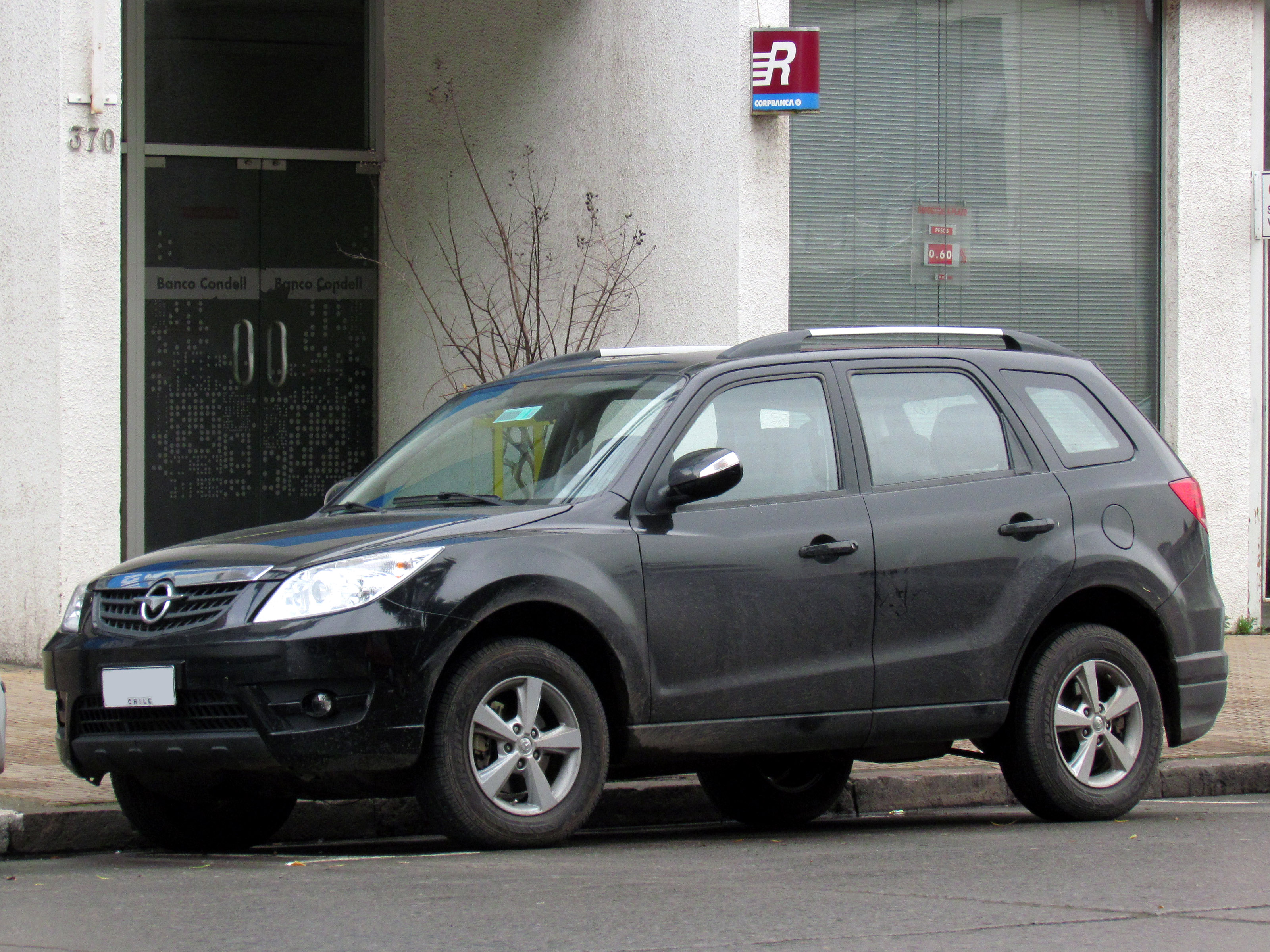
Вид спереди

### Фейслифтинг (2013)
Haima S7 прошёл фейслифтинг в 2013 году и дебютировал в апреле того же года на Шанхайском автосалоне.

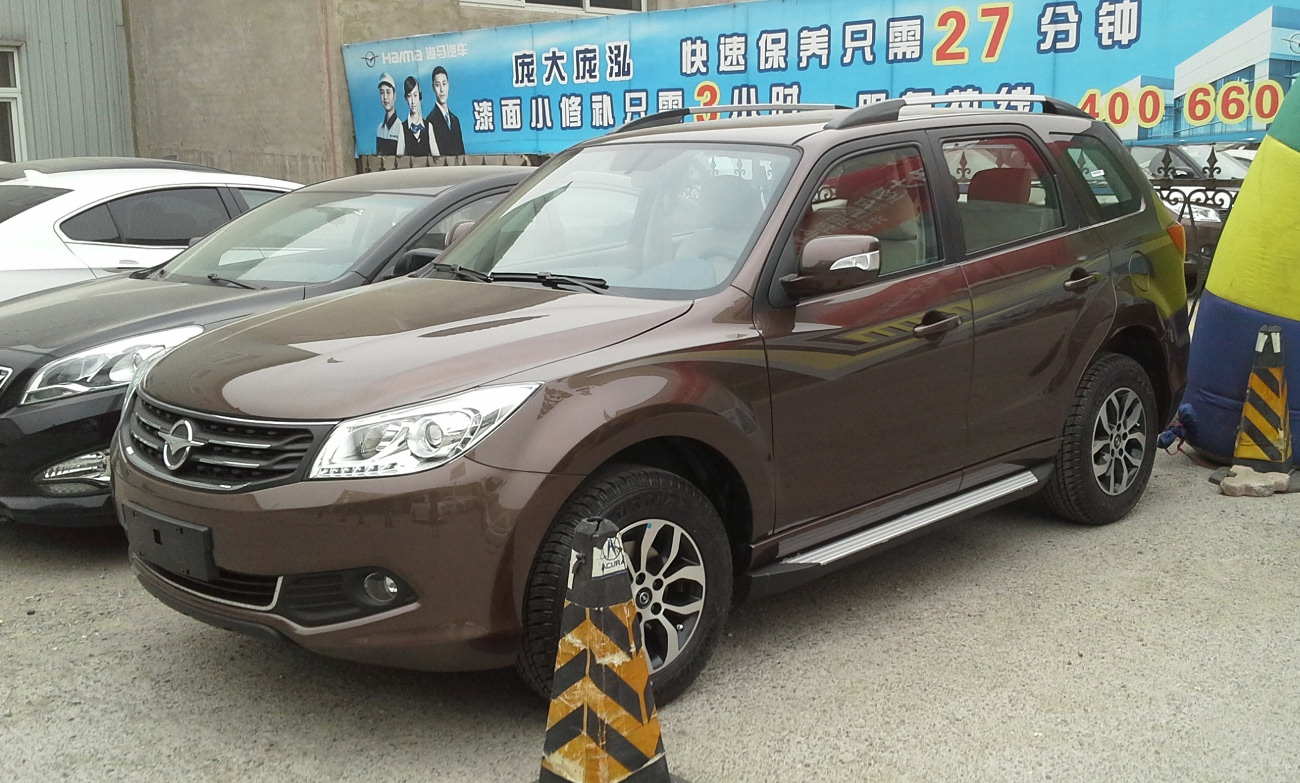
Haima S7 (2011)
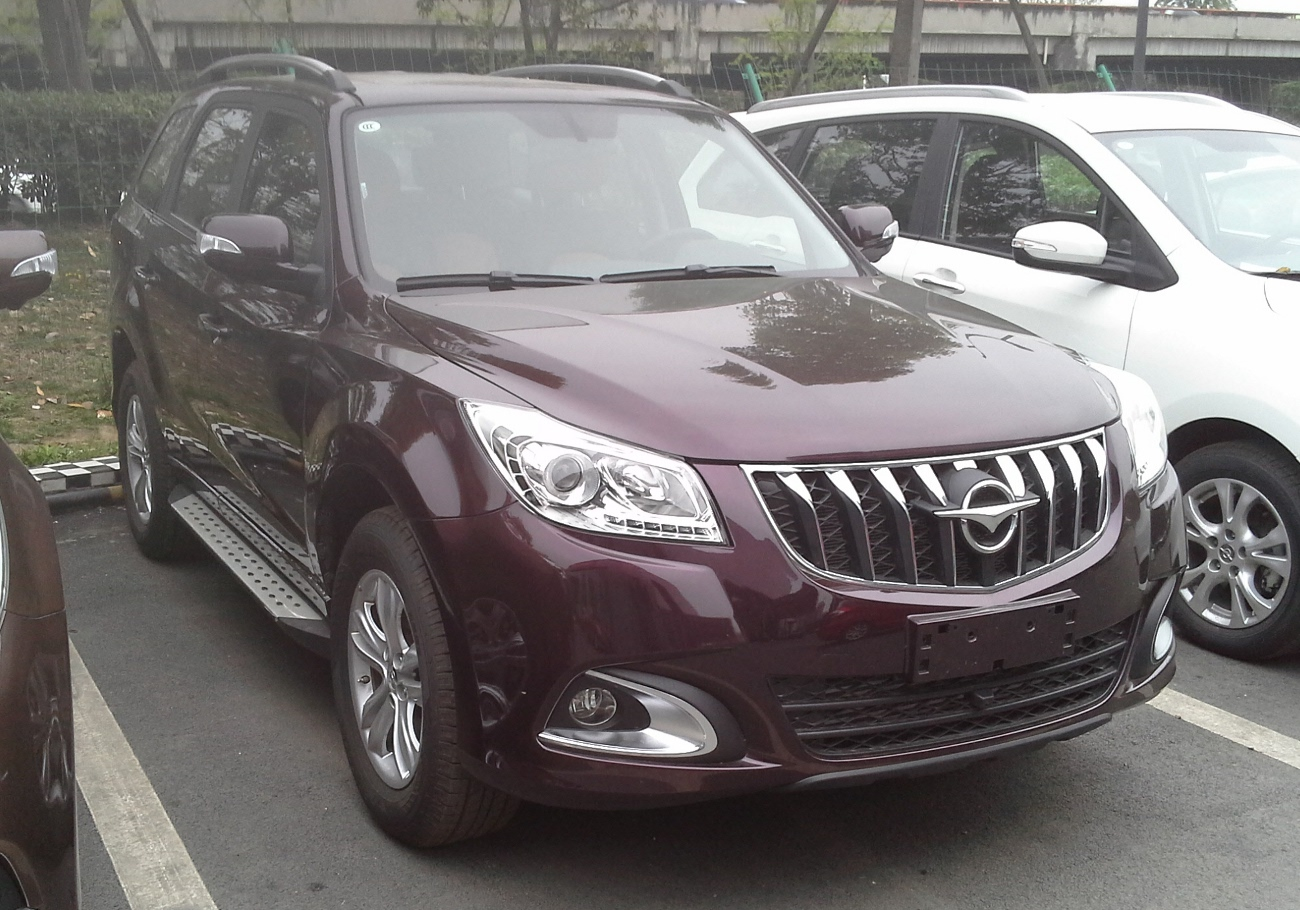
Haima S7 (2013)

### Фейслифтинг (2015)
Второй фейслифтинг был пройден в 2015 году, а сам автомобиль начал продаваться на китайском рынке в октябре 2016 года.

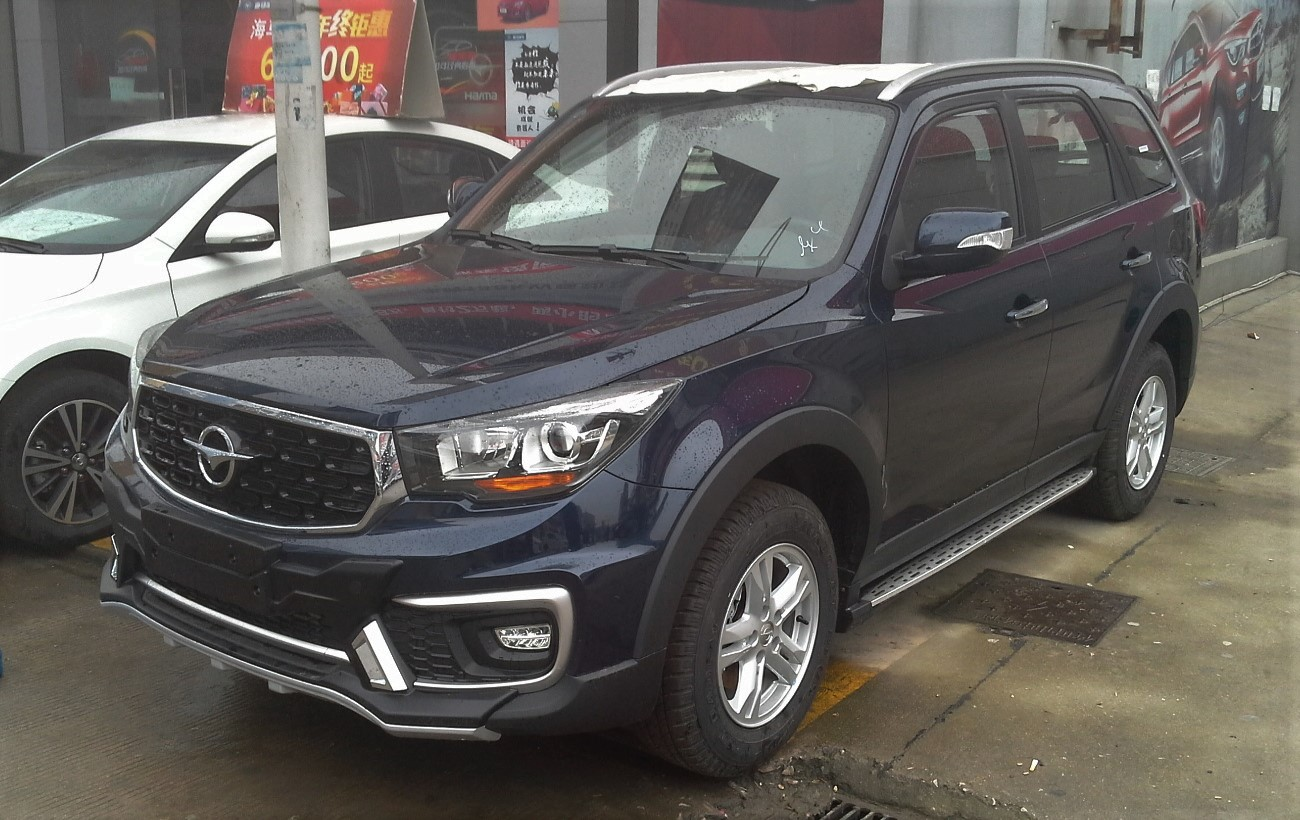
Вид спереди
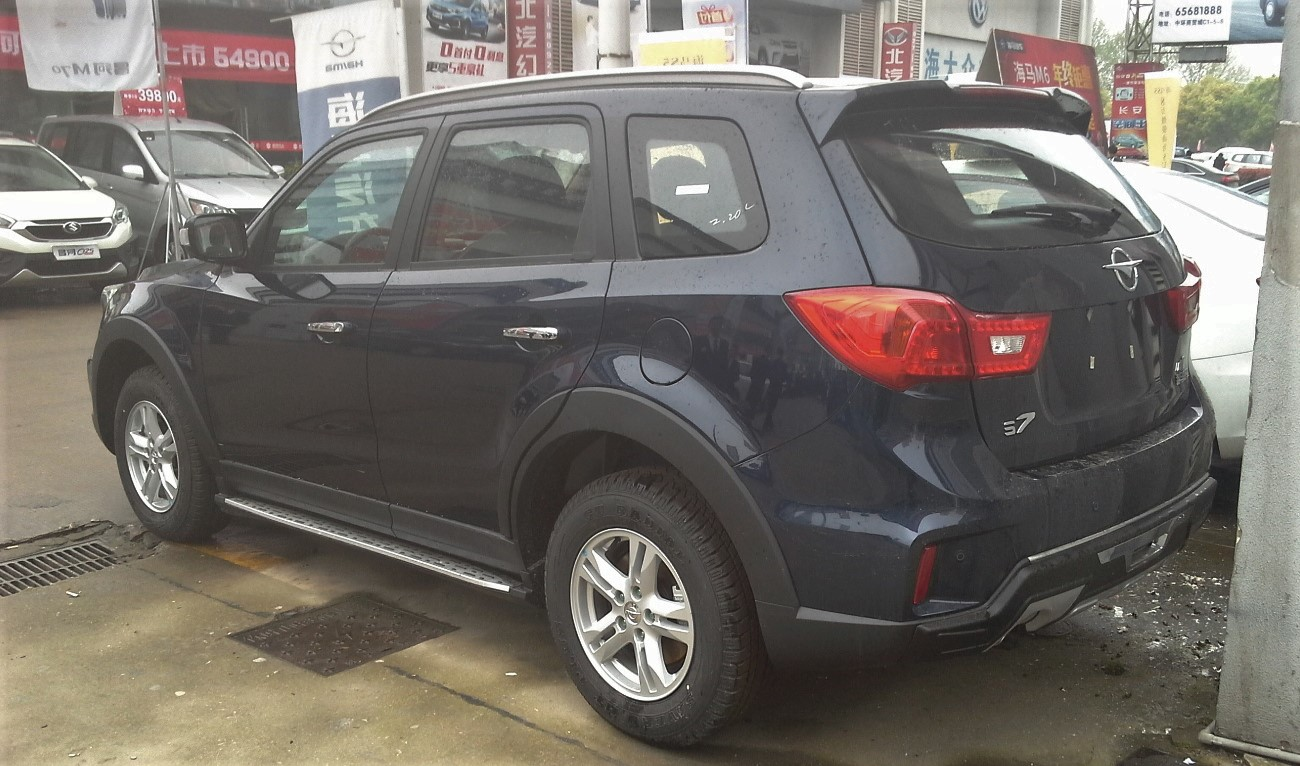
Вид сзади